# Paracuuba
A paracuuba (Dimorphandra macrostachya) é uma espécie amazônica de árvore de ramos grossos e muitas flores. Também é conhecida pelo nome de ataná.